# 吳高 (宣德進士)
吳高（1407年—？），廣東惠州府歸善縣人，民籍。明朝政治人物。進士出身。

## 生平
廣東鄉試中舉。宣德八年（1433年）癸丑科會試第三十四名，殿試登進士第二甲第三十五名。

## 家族
父亲吳希道。